# Continuité rétroactive

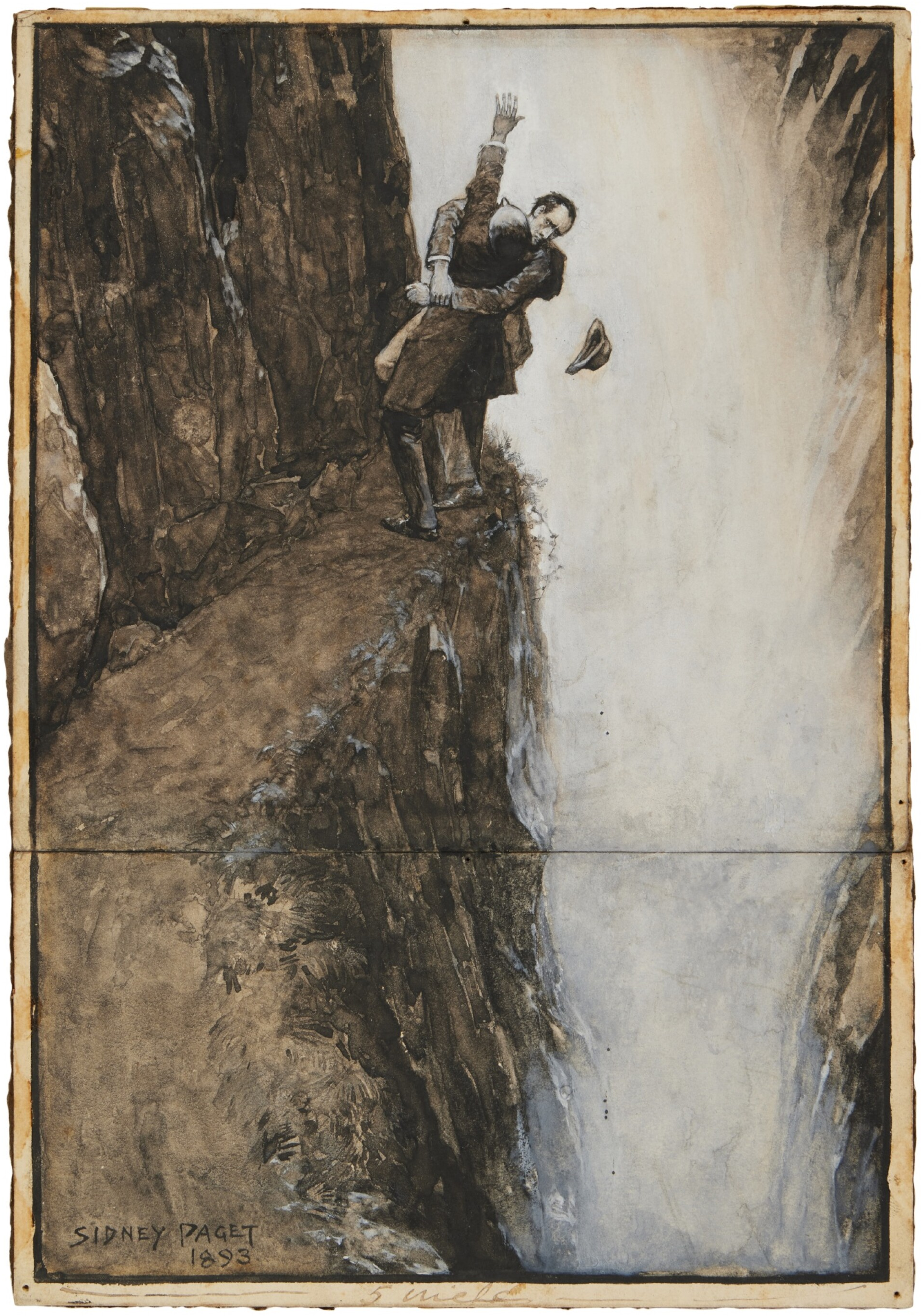
« La mort de Sherlock Holmes » : le romancier Sir Arthur Conan Doyle a utilisé une continuité rétroactive pour expliquer le retour de son personnage, Sherlock Holmes, après sa mort dans une histoire antérieure lorsqu'il combattit son ennemi juré, le Professeur Moriarty.

Le concept de continuité rétroactive (généralement désigné par le néologisme anglophone « retroactive continuity » ou  retcon)  désigne une technique narrative utilisée pour altérer des faits établis dans une œuvre de fiction antérieure en apportant de nouveaux éléments explicatifs.  Ce procédé est souvent employé pour rester fidèle au canon d'un univers de fiction, dans un but explicatif ou amélioratif.
Les auteurs d'une nouvelle œuvre s'inscrivant dans un cadre narratif préétabli, ou lors d'une réécriture plus moderne d'une œuvre (remake ou reboot) font souvent appel aux procédés du retcon pour justifier leurs choix créatifs.  Cela leur permet de modifier ou de recontextualiser des événements passés, de faire apparaître, disparaître, changer d'apparence, voire ressusciter des personnages, tout en enrichissant l'intrigue et en maintenant la cohérence de l'histoire.

## Cas de figure courants

### Contradiction explicite
Un retcon doit être justifié s’il contredit une information précédemment évoquée dans le récit. Dans ce cas, la continuité peut être maintenue si les nouveaux éléments sont justifiés de façon cohérente. Si la justification est mauvaise, les lecteurs ou spectateurs peuvent percevoir une rupture de continuité. S’il n’y a aucune justification, la continuité est alors considérée comme ayant été brisée, ce qui transforme le retcon en incohérence narrative, abaissant ainsi la qualité du récit.

### Insertion sans contradiction
Un retcon n’a pas besoin de justification s’il s’insère simplement dans les non-dits du récit. Cela signifie que la continuité est respectée même si les nouveaux éléments n’étaient pas prévus initialement. Ce cas de figure est plus difficile a détecter, et c'est souvent l'auteur de l'oeuvre lui-même qui indique, dans une interview ou un documentaire de type making-of par exemple, les changements qu'il a décidé d'amener à son récit initial en cours d'écriture.

## Origine du terme
Bien que le romancier Jules Verne ait utilisé le concept (voir L'Île mystérieuse), les termes associés de « retroactive continuity » (continuité rétroactive) ne sont apparus pour la première fois qu'en 1974 dans le livre The Theology of Wolfhart Pannenberg de Elgin Frank Tupper. Le propos tenu dans le livre de Tupper est que Pannenberg considère que l'Histoire, et le sens qui lui est donné, sont le fruit de découvertes et de théorisations futures et qu'il est faux de considérer le futur comme seul produit des évènements passés.
L'usage moderne de l'expression a eu lieu pour la première fois dans la 18e parution de la série de comics All-Star Squadron, datée de février 1983 et éditée par DC Comics. La série, se déroulant sur « Terre 2 », l'une des multiples dimensions parallèles de l'univers DC, apportait à chaque nouveau numéro une nouvelle information et par conséquent une nouvelle zone d'ombre quant à sa cohérence globale. En marge de ce numéro, le scénariste Roy Thomas répondit aux nombreuses interrogations des lecteurs assidus en indiquant sa volonté d'expliquer clairement à l'avenir les situations contradictoires ou les éventuels changements d'attitude de ses personnages. Il employa alors l'expression « retroactive continuity », qui fut ainsi définie et intégrée pleinement à la culture comics des années 1980.
L'origine de l'abréviation « Retcon » est plus difficile à établir, mais sa paternité est revendiquée par Damian Cugle[Qui ?], qui prétend l'avoir inventée lors de conversations sur USENET en 1988.

## Un exemple de retcon:Star Warset Dark Vador
Dans le premier épisode de la saga cinématographique Star Wars, Star Wars, épisode IV : Un nouvel espoir, Obi-Wan Kenobi explique au jeune Luke Skywalker que son père est décédé face au maléfique Dark Vador :
« — Luke : Comment mon père est-il mort ?
— Obi-Wan : Un jeune Jedi nommé Dark Vador, qui avait été mon meilleur disciple, a soudain rejoint l'ennemi. Il a traqué et assassiné les chevaliers Jedi pour le compte de l'Empire. Ton père lui aussi a été massacré de sa main. »
Cependant, cette version des faits est mise à mal par la révélation principale de l'épisode suivant, L'Empire contre-attaque, dans lequel Vador affronte Luke en combat singulier :
« — Vador : Si seulement tu connaissais le pouvoir du côté obscur. Obi-Wan ne t'a jamais dit ce qui est arrivé à ton père.
— Luke : Oh, il m'en a dit assez ! Il a dit que vous l'avez tué.
— Vador : Non, je suis ton père. »
Afin de rétablir l'équilibre entre ces deux versions discordantes quant au destin d'Anakin Skywalker, les scénaristes du Retour du Jedi font tenir le discours suivant à Obi-Wan :
« — Luke : Pourquoi ne me l'as-tu pas dit ? Tu m'as dit que Vador avait trahi et tué mon père.
— Obi-Wan : Ton père s'est laissé séduire par le côté obscur de la Force. Il a cessé d'être Anakin Skywalker pour devenir Dark Vador. Lorsque c'est arrivé, l'homme de bien qu'était ton père est mort. Donc, ce que je t'ai dit était vrai, mais d'un certain point de vue.
— Luke : D'un certain point de vue !? [dit-il, interloqué]
— Obi-Wan : Luke, tu découvriras que beaucoup de vérités auxquelles nous tenons dépendent avant tout de notre propre point de vue. »
Bien que le terme retcon ne soit pas encore couramment utilisé à l'époque (1983), cet exemple est l'un des plus connus et des plus facilement identifiables. En revenant sur un propos tenu originellement et en l'altérant, les auteurs modifient et améliorent l'histoire en effaçant au mieux ses contradictions internes.